# ديفيد سنايدر
ديفيد سنايدر (بالإنجليزية: David Snyder)‏ هو مصمم الإنتاج أمريكي، ولد في 22 سبتمبر 1944 في بوفالو في الولايات المتحدة.

## وصلات خارجية
- ديفيد سنايدر على موقع IMDb (الإنجليزية)
- ديفيد سنايدر على موقع ألو سيني (الفرنسية)
- ديفيد سنايدر على موقع قاعدة بيانات الأفلام السويدية (السويدية)
- ديفيد سنايدر على موقع قاعدة بيانات الفيلم (الإنجليزية)
- ديفيد سنايدر على موقع كينوبويسك (الروسية)